# Sitani
Sitani – wieś w Rumunii, w okręgu Bihor, w gminie Pomezeu. W 2011 roku liczyła 492 mieszkańców.